# Vuelo 746 de Iran Aseman Airlines
El vuelo 746 de Iran Aseman Airlines fue un vuelo operado por un Fokker F28 de Iran Aseman Airlines en la ruta Isfahán-Teherán dentro de Irán. El vuelo se estrelló cerca de la población de Natanz el 12 de octubre de 1994, matando a todos los pasajeros y miembros de la tripulación.

## Accidente
El 12 de octubre de 1994, el vuelo despegó del aeropuerto Internacional de Isfahán rumbo al aeropuerto internacional de Mehrabad con 59 pasajeros y siete tripulantes a bordo. Unos 35 minutos después del despegue, ambos motores perdieron potencia y se detuvieron debido a una contaminación de combustible. El avión entró en un descenso descontrolado; y 47  segundos después el vuelo 746 impactó en el lateral de una montaña y explotó. Los restos fueron localizados en una superficie de 300 metros cuadrados cerca de la población de Natanz. Los 59 pasajeros y 7 tripulantes fallecieron en el accidente.